# アルマンド・ロサーノ
アルマンド・ロサーノ・サンチェス（Armando Lozano Sánchez、1984年12月16日 - ）は、スペイン・モトリル出身の元サッカー選手。現役時代のポジションはディフェンダー。

## 経歴
地元のアマチュアクラブであるモトリルCFでキャリアをスタートさせ、2002年にマラガCFのカンテラへと移籍、2006-07シーズンにトップチームの一員としてデビューを飾る。
その後、2007-08シーズンにはこの年プリメーラ・ディビシオンに昇格したレバンテUDに引き抜かれ、プリメーラ・ディビシオンでのプレーを味わうもチームは敢えなく降格してしまい、自身もFCカルタヘナへと放出されてしまう。
2008-09シーズンにセグンダ・ディビシオンBにいたカルタヘナではチームの要として大車輪の活躍を見せ、セグンダ・ディビシオンへの昇格に大きく貢献、シーズン終了後にルイス・エンリケ率いるFCバルセロナBへと移籍が決まり、若いチームのなかでプリメーラ・ディビシオン経験者としてトップチーム昇格を狙っている。
2012年、ティブロネス・ロホス・デ・ベラクルスに移籍。
2013年、コルドバCFに移籍。
2014年、ニューヨーク・レッドブルズに移籍。
2015年、エルチェCFに移籍。